# نيلسون تايلور
نيلسون تايلور (بالإنجليزية: Nelson Taylor)‏ هو محامي وضابط وسياسي أمريكي، ولد في 8 يونيو 1821 في الولايات المتحدة، وتوفي بنفس المكان في 16 يناير 1894 بسبب ذات الرئة. حزبياً، نشط في الحزب الديمقراطي. وقد انتخب عضو مجلس ولاية كاليفورنيا وانتخب عضو مجلس النواب الأمريكي.